# ヤヌスの鏡
『ヤヌスの鏡』（ヤヌスのかがみ）は、宮脇明子による漫画作品。またこれを原作としたテレビドラマ作品。

## 漫画
『週刊セブンティーン』において1981年から1982年にかけて本編連載。集英社文庫（コミック版）にて発売中。本編と、外伝的な「秘伝」「原説」、続編の「メタモルフォセス」がある。
- ヤヌスの鏡
- ヤヌスの鏡 -秘伝（シークレット）- サブストーリー。
- ヤヌスの鏡 -原説（オリジナル）- 祖母に関するサブストーリー。
- ヤヌスの鏡 メタモルフォセス - 本編から20年後の話。

### 登場人物
（）はドラマ版での役名。表記のないものは、原作と同名。

#### ヤヌスの鏡
小沢裕美（ヒロミ） / ユミ
小沢裕美
気弱で優しい少女。自分の中に隠れている別人格“ユミ”の存在を知らない。
ユミ（テレビドラマ版：大沼ユミ）
ヒロミの中に潜むもう一人の人格。ヒロミに代わって、自由奔放に生きる。
進東健一
ヒロミの憧れの先輩。（テレビドラマ版：進東哲也）
小沢タカ
ヒロミの祖母。（テレビドラマ版：小沢初江、ネットドラマ版：小沢貴子）
小沢一樹
ヒロミの養父で、ヒロミの実母・由起子の兄。（テレビドラマ版では由紀子の弟という設定。ネットドラマ版では登場しない。）
生真面目なサラリーマンで、ヒロミは血のつながった姪にあたるが、ヒロミに関することは母（タカ）に一任しており、ヒロミには冷淡。
小沢みどり
ヒロミの養母で、一樹の妻。子供はなく、世間的にはヒロミは一樹・みどり夫妻の子としている。穏やかで心優しく、ヒロミとの関係は良好。
小沢由起子
ヒロミの実母。（テレビドラマ版：小沢由紀子）
10代の頃から母（タカ）に反抗的で、家出して後本と同棲していたが、妊娠を打ち明けると捨てられてしまう。ヒロミを出産後、入水自殺。
東涼子
女暴走族「魔女軍団」リーダー。（テレビドラマ版：「野獣会」）
堤達郎
ユミに憧れる不良少年。（テレビドラマ版：河本達郎、ネットドラマ版：堤達也）
後本一郎
ヒロミの実父で、宝石店「貴譚」社長。（テレビドラマ版：河本達之、ネットドラマ版：甲本一成　宝石店名の読みは「きだん」に変更されている。）
由起子と交際していたが、上司の娘との縁談があり、別れることになる。その時に由起子から妊娠していることを告げられるが、「あのときの子供は堕ろしているはず」と、ヒロミのことは認知していない。
後に交通事故にあい死亡。
阿部純子
ヒロミの幼なじみ。（ネットドラマ版：阿部純）
ヨシエ
ヒロミの同級生で、魔女軍団のメンバー。（テレビドラマ版：石原ヨシエ、ネットドラマ版：夏帆　高校の上級生という設定）
ミキ
ヒロミの同級生で、魔女軍団のメンバー。（テレビドラマ版：渡辺美樹、ネットドラマ版：芽衣　高校の上級生という設定）
あゆみ
魔女軍団のサブリーダー。現リーダーの座を涼子と争ったため、お互いに確執がある。ユミを快く思っていない。
カオル
魔女軍団の下っ端メンバー。涼子とあゆみに対し不満を持っていることをユミに付け入られる。

#### ヤヌスの鏡 -秘伝-
中川都志夫
ヒロミのはとこ。10年前のヒロミのある秘密を知っている。
中川節子
都志夫の母。タカの姪で、水鏡（後に発表された 「ヤヌスの鏡 -原説-」に登場）の娘。
母の水鏡が妾腹であることから、遺産を相続できなかったことでタカを恨んでいる。ヒロミが由起子の私生児であることを知っている。
中川
節子の夫。

#### ヤヌスの鏡 -原説-
水鏡（ミカ）
小沢家の一人娘・タカの腹違いの妹。16歳で実母を亡くし、小沢家に引き取られるが、居場所のなさに苦しむ。唯一優しく接してくれた寛二に恋愛感情を抱くが、寺田源吾郎との縁談を決められており、板挟みにあう。最終的に寺田と結婚し、のちに節子を出産する。「ヤヌスの鏡 -秘伝-」の時点では故人。
中谷寛二
農村出身の美青年で、タカの許嫁。婚姻後は小沢家の婿養子になることをタカの父により決められている（テレビドラマでは裕美の亡き祖父・小沢寛二として遺影のみたびたび映し出されている）。
タカの父
山だしの足軽の子孫で、小沢商会の会長。
タカの母
公家の出で気位が高いが、病弱な体のため病床に伏している。
二条兼良
タカの母が薦める、公家出身の見合い相手。陰陽道の研究をしている。
岡村
小沢家の番頭。
志摩
小沢家の女中で、病床に伏しているタカの母の世話係。
寺田源吾郎
タカの父が決めた、水鏡の許嫁。水鏡との年齢差は40歳以上。

#### ヤヌスの鏡 メタモルフォセス
広海ヨーコ
集英病院の受付窓口業務をしており、院内では“ヒロミさん”と呼ばれている。17歳以前の記憶がないため、本名や生い立ちなどは不明。
ヨーコの夫
姓は広海だが、下の名前は不明。かつて離婚問題でもめているさ中、交通事故により死亡。
さくら
集英病院の看護師。
ケン
さくらの幼馴染み。
姫川
広海の職場の後輩。仕事中にマニキュアを塗っていたり、それを注意した広海に反抗的な態度をとったり、勤務態度は不真面目。医者ゲットのために入ったのではないかと噂されている。
西
集英病院勤務の外科医。未亡人の広海とお似合いと周囲から囁かれている。
古屋貞子
孫娘の診察に同伴した老女。患者たちの目の前で、周囲の目も気にせずに孫娘を感情的に叱責し、咄嗟に止めに入った広海に暴力を奮う。
吉田徳平
広海に恋心を抱いている老人で、集英病院の患者の常連。
ユミ・ヴェンタース
正体不明の謎の美女。自称・心理カウンセラーで、通り魔殺人事件の犯人の精神鑑定チームに参加している一人。
大木誠
フリーライター。20年前に起きた、宝石店店主・後本一郎殺しの事件について調べている。
美沙
大木の一人娘。離婚した元妻と生活している今どきの女子高生。
真佐木教授
慶明大学の教授で、通り魔殺人事件の犯人の精神鑑定を担当している。
細倉雪栄
かつて後本の宝石店に勤務していた店員で、当時は後本の愛人でもあった。ヒロミが多重人格者で、ヒロミとユミが同一人物だと知る人物。20年前の後本殺しの真犯人として逮捕され懲役を受けたが、ヒロミにはめられたと大木に訴える。
杉山愛子
かつての小沢邸の近所の住人の主婦。
柏木恵
慶明大学の二年生。
岡田
恵が所属するサークルの同期。
立花
恵が所属するサークルの先輩。かつての小沢邸跡地に建てられた“幽霊マンション”と呼ばれているマンションの住人。

## 連続ドラマ（1985年版）
1985年12月4日から1986年4月16日にかけて、フジテレビ系列で水曜日20:00 - 20:54に放映された。杉浦幸の主演作。全18回（これとは別に番外編1回）。本編はフィルム撮影だが、番外編のみVTR編集によるものであった。
大袈裟なセリフやナレーションで話題となった、いわゆる「大映ドラマ」の一つ。当初の放送開始日は11月21日であったが、 改編期でない12月にスタートしたのは、前番組「スタア誕生」が予想外の大反響で放送回数延長に加え、1カ月間「バレーボールワールドカップ」中継をしていた為である。なお、本放送当時のセリフに一部差別的な表現（「人買い」や「頭おかしい」など）が含まれているため、後年の地上波再放送や後年発売されたDVDでは、該当箇所の音声を消す編集が行われている。

### あらすじ
| 「                | “きのう 夜11時、あなたは どこにいましたか?” と、きかれて思わずビクとした人は、ノーマルです。「もちろん眠っていたわ。どうして」と答えたあなたはアブです。 だって、ちょうどその時刻、あなたは渋谷の公園通りにいたじゃない。 不思議なことが次つぎ起きる。 見知らぬ人が自分めがけて近づいてくる。 スゴク怖くて面白い学園ドラマ「ヤヌスの鏡」。 12月4日の夜8時、ホントのあなたに会わしてあげる。 | 」 |
| —番組宣伝資料より | |    |

| 「                        | 古代ローマの神・ヤヌスは、物事の内と外を同時に見ることができたという。この物語は、ヤヌスにもう1つの心を覗かれてしまった少女の壮大なロマンである。もし、あなたに、もう1つ顔があったら･･･。 | 」 |
| —オープニングナレーション | |    |

普段は真面目で気弱な優等生・裕美が、本人の意思とは関係なく、別人格である凶悪な不良少女・ユミに豹変し、夜の繁華街を我が物顔で闊歩し、暴走族などを相手に大暴れする。そんな裕美とユミの姿を通して、誰もが抱える変身願望と多重人格の恐怖を描くサスペンス調の学園ドラマである。
主人公・小沢裕美は多重人格（二重人格）の少女。裕美の母親は高校生だった時、交際相手の子を妊娠するがその交際相手である男から捨てられてしまう。裕美の母は、両親の諌めにも耳を貸さずに私生児として裕美を出産。その後、あることが理由で赤子の裕美を残して入水自殺してしまう。そのことが深い傷となり、祖母は遺児の裕美に対し冷たく厳格に育てるが、裕美の母を非難し否定するような祖母の言葉の暴力や折檻により、裕美は自分の心を強く抑圧する。そのことにより、祖母の折檻を連想させるガラスや陶器類の割れる音（正確には破壊する場面を目撃したり、その場面を思い出したりという場合もこれに該当する）、裕美自身がぶたれたり（誰かがぶたれる光景を見ただけでも）、お香の匂い（お香以外にも、裕美自身にとって苦手と感じる“煙を発するものの臭い”）などが変身のきっかけとなり、裕美（ヒロミ）とユミの二つの顔（人格）が交互に現れる。

### キャスト

#### 主人公
小沢 裕美（おざわ ひろみ）/ 大沼 ユミ（おおぬま ユミ）
演 - 杉浦幸（子供時代：近藤花恵 / ユミの声：野口早苗）
裕美…渋谷区松濤に住む、都立緑ヶ丘高校に通う2年生。昭和43年5月12日生まれの17歳。小沢家の跡取り娘として躾の厳しい祖母に育てられた。平時は気弱で大人しい優等生で我慢強い所もあるが、祖母の折檻を連想させるショックを受けると、凶悪な大沼ユミという別人格に豹変してしまう。本人は入れ替わりに気づかず“一時的に記憶が失くなった”として不安を感じ始める。ちなみに裕美とユミに関わる人からは、「同一人物に違いない」または「顔は似ているが性格や目つきが全然違う」とそれぞれに思われ始める。幼い頃から茶道、華道、ピアノ、琴、合気道などの習い事に加え、現在は有名大学合格するため平日に塾通いをしている。初江から大人になるまで恋愛を禁止されているが、密かに異性として堤を想う。終盤になると、ユミとの人格の入れ替わり頻度が高くなり精神病院へ入院する事になる。人格の不安定さが如実となることで食事も拒否、睡眠も満足に取れないほどで、人間としての尊厳も危ぶまれるほどの危機に陥ったため、堤は小沢家を説得し裕美を保護監督下に置くことで、更生だけでなく命をも救おうと試みた。しかし山奥での堤との静養の中で、ユミとしての体力・気力も復活しやがてユミに変貌し逃亡。最終回では祖母の初江の壮絶な死を目の当たりにし狼狽して外へ飛び出した後、ユミに変化した際には命の大切さを叫ぶようになり、ユミの人格は消滅し、完全に裕美の人格に統合され、高校生としての本来の日常が戻った。
ユミ…裕美の別人格である不良少女。魂を真っ赤に燃やして心も体も張り詰めてナイフみたいに生きることを渇望し、夜の六本木などに現れ始める。常に精力的で行動力があり自由気ままだが、他人への思いやりがほとんどなく相手を傷つけることに何の躊躇もない冷酷な性格。自由を束縛されたり人に指図されることが大嫌い。初登場時の髪型はロングヘアだが、その後前髪がまっすぐ揃ったボブヘアとなる。得意なことは、ボウリング、アイススケートでピアノでジャズっぽい曲も弾ける。合気道に長けているが、ケンカの時は意図的に相手を骨折させることもあり、裕美の稽古時より攻撃的な技を使う。中盤では涼子と河本の経営する宝石店への強盗を計画し逃亡。第14話では遂に裕美として警察に逮捕される。しかし護送中にユミに変貌し脱走。警察の目をかいくぐり小沢家の裕美の部屋に侵入し、小沢家に対して無理難題を押し付け支配下に置こうとしたが、堤が小沢家に寝る間を惜しんで訪れたという話を聞いた途端眠りに落ち、小沢家の酒蔵に幽閉される。その後涼子を誘い出し再び逃亡。裕美として河本に別荘に連れ去られるも、堤と達郎が別荘に訪れた時にユミに変貌。しかしかつてのユミの凶暴さは衰えつつあった。その後逃亡したものの再びユミとして逮捕される。人格は裕美に戻り取り調べを受けていたが、再びユミに変貌し付添の女性警察官を殴打し脱走したものの、堤の制止により再びユミとして逮捕される。人格の入れ替わりが頻繁になり、人格破綻寸前の危険な状態と判断され、警察病院の精神科に入院させられる。終盤では、裕美としての人格が危険な状態に陥ると同時に、ユミとしても危険な状態になり、病棟に訪れた堤に対しても体力は削がれ、全く攻撃できないほど衰えていた。そして裕美として静養していた山奥からも逃亡、後に病棟に運ばれた瀕死の初江の前に現れる。最終回では、病床の初江に対してもナイフを向けるなど残忍な面を見せる。堤に静止され夜道に逃亡し涼子のバイクに飛び乗るが、途中で裕美の人格に変化し、涼子に対して叱責をする。祖母の初江の壮絶死後に再びユミの人格が出現するものの、命の痛み・壮絶さを知ったユミの人格は、命を大切にしたいという願望に変化し、涼子にナイフで切りつけられて血を出し痛みを感じるようになり、堤に対して向けたナイフで刺すことができなくなっていた。いつしかユミの人格は消滅し裕美の人格に統合され、ユミは完全消滅した。

#### 都立緑ヶ丘高校

##### 教職員
堤 邦彦（つつみ くにひこ）
演 - 山下真司
裕美たちが在籍する2年C組担任で、国語教師。裕美とユミが同一人物であるということに最初に気付くが、事実を伝えるにはまだ早く自殺の恐れを感じたため常に2人を温かく見守る。暴力を嫌っているため不良たちにどれだけリンチされようが絶対に手をあげない為、生徒たちや同僚の遠藤からは腰抜けと揶揄され、ユミからも軽蔑されている。結婚していたが数年前に妻を亡くす。温厚で実直な性格だが心の中に情熱を持ち、生徒には人との繋がりや相手を信じることの大切さなどを対話により伝えている。
実はかつてとてつもない暴力教師で、教師の権限を悪用して生徒に凄まじい暴力（＝体罰）を振るっていた。その後、暴力に苦しめられた教え子からの報復によって妻を殺されたことで自分が犯した事の重大さを思い知り、後悔に苛まれ、どんなに暴力を振るわれようとも手を上げないと誓った過去がある。
遠藤 浩一（えんどう こういち）
演 - 石橋正次
緑ヶ丘高校の生活指導担当らしき教師。高圧的な性格で生徒や堤に対しても強気な言動を取っている。生徒を非行に走らせないために、積極的に体罰を取り入れるやり方で厳しく指導している。ある日「夜の街で裕美がユミと名乗って影番」を張っている」との生徒たちの噂を聞き、2人が同一人物ではないかと疑い証拠を掴むため執拗に嗅ぎ回る。
須長 義男（すなが よしお）
演 - 長谷川恒之
緑ヶ丘高校の体育教師。いつもジャージー姿で過ごしている。遠藤と同じく体罰支持派で、彼と共に生徒の風紀を取り締まる。常に遠藤と行動をともにし、何かにつけては裕美の化けの皮を剥いでやろうと考え、夜の六本木で彼女を探し始める。
磯村 治美（いそむら はるみ）
演 - 小出綾女
緑ヶ丘高校の化学教師。色恋沙汰の話や騒動に目がない。体罰に関しては遠藤に近い考え方の持ち主で、素行の悪い者には体罰も必要と考える。ある日裕美と数人の仲間が不良たちに襲われる場に堤も居合わせたが、ひたすら暴力に耐えるだけの彼に「生徒を守るには、やり方が物足りない」と意見する。
栗田 圭子（くりた けいこ）
演 - 賀来千香子
緑ヶ丘高校の英語教師。堤に想いを寄せており、教師たちで話し合いがあるといつも彼の意見に同調したり彼が責められた時はかばうなどしている。堤は大学の先輩で、七七子とは大学時代の親友で2人が交際していた当時のこともよく知っている。優しい性格で堤のことを一途に想い、彼が気にかける裕美にも冷たい態度を取ることもなく教師として良心的に接する。
中山 充郎（なかやま みつお）
演 - 大石吾朗
緑ヶ丘高校教頭。体罰の考え方では、遠藤と堤の意見を聞いた上で対話だけで生徒の規律を守ろうとする堤に「現実的ではなくやや理想論に聞こえる」と伝える。校内で起こる様々な問題や騒動について当事者や教師たちの意見を聞いて自身の考えを述べながらも、最終的な判断を森村に仰いでいる。
森村 誠路（もりむら せいじ）
演 - 中条静夫
緑ヶ丘高校校長。作中の高校に約18年間勤務しているベテラン教師。17年前同校で裕美の生母・由紀子の担任教師であったため、小沢家の事情には詳しい。生徒への体罰に関しては、生徒への愛情を持った上で正義の鉄拳としてここぞと言う時だけなら必要との考えを持つ。誠実な人柄の堤をかなり信頼しており、彼に裕美が学校生活を無事に送れるよう見守ることを頼む。

##### 生徒
進東 哲也（しんどう てつや）
演 - 宮川一朗太
緑ヶ丘高校3年、生徒会長。幼稚園の頃から東京大学に合格することを目標にしてきた。裕美に想いを寄せており彼女が通う塾の夜間集中講座に通い出す。秀才で勇気もあり女子生徒たちからの人気もそこそこある。しかし真面目で一途すぎるがゆえに、徐々に裕美への想いが捻じ曲がった形で暴走してしまう。また、裕美と堤が親しく話しているのを目撃したことから彼をライバル視し始める。趣味は油絵を描くこと。また、母の死後日々の食事を作ってきたため料理もそれなりに得意。終盤では裕美を自室に幽閉するも思い通りにならず、逃亡していたユミに裕美を描いた油絵を全て燃やされた事から、裕美に対する人間としての正常な愛情を認識し、失恋を自覚する。最終回では修一とも理解し合えた描写がある。
阿部 純子（あべ じゅんこ）
演 - 河合その子
裕美のクラスメイトで親友。良き理解者であり、裕美の窮屈な生活スケジュールを心配している。登校時に裕美の自宅で彼女を待ち、一緒に学校に行っている。普段は朗らかだが自分の考えや主張が正しいと思った時は、教師たちにもはっきり伝える芯の強さも持つ。優しい性格で愛想が良い母と、画家で自宅で作品作りをしている父親と、姉がおり家族で仲良く暮らしている。
竹中 明夫（たけなか あきお）
演 - 竹内力
裕美のクラスメイトで、純子のボーイフレンド。ある時不良たちに暴力を振るわれたのを助けようとして、相手の男に怪我をさせてしまい3日間の停学処分を受けてしまう。公務員の父を持つが、将来を期待されることに少々プレッシャーを感じている。
長田 直美（ながた なおみ）
演 - 長山洋子
ロマンチックな性格で裕美のクラスメイト。純子とともに裕美のことを心配している。友人として裕美の恋愛話に関心を持っており、彼女が堤に恋していることを知ってから応援し始める。ある日自身が父親からもらったアクセサリーの台座が壊れたため裕美に付添いを頼み、達之の店に訪れる。
菅沼 正明（すがぬま まさあき）
演 - 大山大介
裕美のクラスメイト。明夫や純子たち女子生徒と登下校時や休み時間に雑談をしたり喫茶店に立ち寄るなどしている。父親は仕事で海外に行くことが多く、年に数日しか自宅に帰らないことを嘆く。
戸塚 京子（とつか きょうこ）
演 - 荒井玉青
裕美のクラスメイト。ひょうきん者だが周囲の雰囲気に流されやすく、特に秋野理江と仲がいい。ある時裕美が包帯を巻いて登校した時に、彼女をユミと同一人物であると疑う遠藤に彼女のために嘘の証言をする。しかしその後裕美のことで他の友達と考えに違いが生まれ、友人関係が揺らぐ。
秋野 理江（あきの りえ）
演 - 百瀬まなみ
裕美のクラスメイト。学校で裕美の悪い噂が広まるが、彼女に気にしないよう温かく励ます。ただし自分かわいさの余りか、時に平気で裕美を傷つけたり批判する発言をする。放課後とある公園で裕美が堤の胸に顔をうずめている所を目撃し、2人がお互いに想い合っていると疑い噂を流してしまう。
後藤 亮子（ごとう りょうこ）
演 - 橋本薫子
裕美のクラスメイト。黒縁眼鏡を掛けている。高校生の非行を注意する前に周りの大人が夜の街などで遊んでいるのをやめるべきとの意見を持つ。ある夜友達と街を歩いていた所偶然ユミを目にし、裕美に見た目がそっくりだが性格が全く異なるため「裕美は、実は一卵性双生児だったのかも」と疑う。
征木 良介（まさき りょうすけ）
演 - 小林栄次
裕美のクラスメイト。クラスで一番大柄な体格の生徒。両親思いだが両親がちょっとしたケンカをよくしていることを嘆いている。酒好きな父親が酔うと自身と相撲を取ろうとするが、それに毎回わざわざ付き合うなど優しい性格。
中田 良子（なかた よしこ）
演 - 玉岡加奈子（第3話）
裕美のクラスメイト。夏休みに海で知り合った大学生・野崎和夫の子を妊娠し友人の家で出産した後、赤ん坊をコインロッカーに捨てたが、カギをかけることはできなかった（カギは裕美に渡している）。校則違反をしたヨシエと美樹が遠藤と須永に密告して事態が発覚し、退学処分となる。堤が設けた野崎家との話し合いの場に現れたユミに責められ、赤ん坊を置き去りにしたことを悔い、母親になる決意をする。

#### 野獣会
東 涼子（あずま りょうこ）
演 - 大沢逸美
六本木を拠点とする暴走族、野獣会会長。18歳。生まれてすぐに東京駅のコインロッカーに捨てられたコインロッカーベイビーの過去を持つ。ケンカで使う武器は鎖で、振り回して相手に当てたり首に巻き付けるなどの攻撃をする。ちなみに野獣会では、覚醒剤などの薬物の所持・使用はご法度。天涯孤独で養護施設で育ったためユミを他人と思えず、妹分のような目で見ているが、彼女の罠にはまり裏切られてしまう。ユミへの復讐を誓い、鑑別所から脱走する。
麻倉 澄夫（あさくら すみお）
演 - 佐藤健太
野獣会唯一の中性的容姿の男性メンバー。副会長。一人称は、“ワタシ”。敵対するユミがその後涼子と親しくなったことに不満を持ち始める。後日涼子に内緒でユミの正体を暴こうとマンションに連れ込んだりと、勝手な行動ばかりしたため、涼子の逆鱗に触れヒラに格下げとなる。
斉藤 かおる（さいとう かおる）
演 - 渡辺祐子
野獣会副会長で、涼子の側近。20歳。ある日タイマン勝負をしたユミの腕をナイフで刺すが、顔色一つ変えない彼女に驚く。ユミの策略により野獣会の会長の座を奪う話を持ちかけられ、野獣会破滅の片棒を担いでしまう。
西川 ルイ（にしかわ ルイ）
演 - 河上幸恵
野獣会メンバーで澄夫と仲がいい。ユミを快く思っていないため、涼子には内緒で度々澄夫とともにユミを追い詰めようと試みるも、失敗しユミに返り討ちに遭ってしまう。
山口 珠代（やまぐち たまよ）
演 - 松尾久美子
野獣会メンバー。素行の悪さから、桜華学園高校を退学させられたツッパリ。六本木に来たばかりのユミに腕を怪我させられ、その後出会った裕美と同一人物ではないかと疑い始める。
石川 ゆかり（いしかわ ゆかり）
演 - 川崎葉子
野獣会メンバー。珠代と同じく桜華学園高校を退学になったツッパリ。
石原 ヨシエ（いしはら ヨシエ）
演 - 石崎文也
緑ヶ丘高校2年A組の生徒だが素行が悪いため、その後退学になり野獣会の正式メンバーになる。美樹とともに遠藤・須長と通じては裕美の化けの皮を剥がそうと奔走するも、悉くユミの返り討ちに遭ってしまう間抜けなツッパリ。
渡辺 美樹（わたなべ みき）
演 - 井上香
緑ヶ丘高校2年A組の生徒だが、ヨシエ同様、素行が悪く退学になり野獣会の正式メンバーになる。ヨシエの相棒で、黒縁眼鏡を掛けている。退学前に貴金属店で万引した直後にユミに商品を巻き上げられたことを根に持ち、同級生や遠藤たちに「裕美がユミと名乗って六本木で影番をしている」との噂を広める。
南田 アオイ（みなみだ アオイ）
演 - 柴田時江
野獣会幹部メンバー。裕美と堤を仲間でいたぶった後、なぜかユミから仕返しをされたため彼女たちの関係性が気になり始める。

#### 六本木南署
進東 修一（しんどう しゅういち）
演 - 蟹江敬三
六本木南署の警部。進東哲也の父。妻の死後、男手一つで哲也を育ててきた。哲也のことを気にかけているが仕事に忙しくあまり構ってあげられないことを不憫に思っている。教育熱心で哲也に幼少の頃から東京大学に合格するために勉強するよう言ってきた。ある日起きた事件に大沼ユミが関わっていると感じ、後日彼女が裕美と同一人物であると疑い証拠を掴もうとする。ユミの捜査をする中で、ユミは裕美の別人格である事を認識するものの、哲也の裕美に対する気持ちが理解出来ず、昔からの命令口調で厳しく当たり続けた結果、裕美とユミの両方と対峙した事で人間としての感情に気づいた哲也に愛想を尽かされる。最終回では裕美の人格統合を見届け、哲也とも親子として理解し合えた描写がある。
水沼 晋三（みずぬま しんぞう）
演 - 春日淳郎
進東警部の部下。野獣会から「南署のドジデカ」とからかわれている。進東の命令を受けてユミや裕美の足取りを調べるため夜の繁華街を探したり裕美を尾行するようになる。
刑事B
演 - 及川以造
六本木南署の刑事の一人。

#### 河本家
河本 達郎（かわもと たつろう）
演 - 風見慎吾（現・風見しんご）
夜の街を我が物顔で闊歩しているユミに一目惚れした家出少年。ユミや杏子などからは、“たっちん”のあだ名で呼ばれている。高校を中退し、自動車整備工場で働き寮暮らしをしている。裕美の異母弟で年は16歳ぐらい。悪びれているが本来は気弱で優しい性格なこともありどこか憎めないタイプ。ただし、愛するユミとの仲を邪魔する者には攻撃的な性格になりナイフを向ける事もある。そんな達郎はユミを、「蜃気楼の国から来た女」と評する。ストリートダンスが得意。ユミと親しくなった後堤とも顔馴染みとなり“センコー”と呼び始める。終盤では報われない恋愛をした者同士として、進東とも意気投合し酒を酌み交わす。最終回では河本が経営するレストランのコックとして働き始め再起を図る姿が描かれている。
河本 達之（かわもと たつゆき）
演 - 高橋悦史
銀座の宝石店「貴譚」の社長で達郎の父。由紀子を捨てた裕美の実父。17年前、夜遊び好きの大学生の頃に由紀子と現在の妻・美穂子と同時交際していたが、初江に小沢家の財産目当ての野良犬だと罵られて、男としてのプライドを傷つけられ、小沢家の当主になるより銀座の宝石店の主人になる道を選んだ。自惚れ屋でお人好しで利己的な性格で自己保身が強く、由紀子との過去が美穂子にバレて離婚されることを恐れる。実父と想って会いに来た裕美に「私は君の父親ではない」と拒み、後日出会ったユミと親しくなるが翻弄され始める。最終回までどっちつかずな態度を取り続けていた河本は、小沢家に招かれ初江の壮絶な死を目の当たりにし、自身の過去の愚かさと罪を改心。自身が裕美の本当の父親だと正式に認知した。
河本 美穂子（かわもと みほこ）
演 - 吉行和子
達郎の母。由紀子の手紙を手に、何度も河本のもとに訪れる裕美と夫との間に何か特別な関係があると勘付き、彼女の素性を探偵社に調査させる。派手好きで何でも金で解決しようとする親バカな性格だが、徐々に達之と裕美・ユミのやり取りで不満を募らせ、喜怒哀楽が激しくなっていく。自身が身につけていたダイアモンドの指輪でユミから頬に傷を負わされた事もあり、裕美・ユミに対して敵意を剥き出し目の仇にし、殺し屋を雇って裕美・ユミを消そうとする。最終回まで一貫として小沢家に対する恨みは消えることはなかった。

#### 小沢家
小沢 由紀子（おざわ ゆきこ）
演 - 杉浦幸
裕美の生母。髪型はポニーテール。17年前緑ヶ丘高校に通っていた優等生で、教育熱心な初江夫妻に将来を期待されていた。自身と大学生（河本）との交際を知った初江の依頼を受けた森村から、不純異性交遊を辞めるよう助言されるが「退学になっても構わない」と言い放ち彼との恋愛を貫いた。しかし、その後3年生の時に河本の子を身ごもり、家出をして裕美を出産後、あることをきっかけに裕美を残して入水自殺をしてしまう。
小沢 一樹（おざわ かずき）
演 - 前田吟
裕美の養父で由紀子の弟。公民館の館長。由紀子が亡くなった後赤ん坊だった裕美は、初江により表向き自身とみどりの子として育てられた。初江から面と向かって「お前は出来が悪い」と言われても言い返せないほど気弱な性格で、初江から裕美が折檻を受けることを心配しながらも「止めて辞めるような母ではない」と消極的な態度を取りいつもオロオロしている。度重なる初江の裕美に対する理解のなさに失望していた一樹は、次第に初江に対しても自身の心情を言葉にし、毅然とした態度を取るようになり、裕美の人格崩壊危機時には堤に対して保護監督下に置くことに対して二つ返事で了承・依頼する。最終回では初江の壮絶死を目の当たりにした河本に対して、冷静な態度で説明する変化を見せている。
小沢 みどり（おざわ みどり）
演 - 小林哲子
裕美の養母。裕美には優しいが、実の母でない負い目からなのか、彼女に遠慮しつつも初江の顔色ばかり窺いながら暮らしている。実子はいない。裕美が幼い頃から習い事漬けの生活に加え、たびたび初江から厳し折檻を受けていることを不憫に思っている。裕美の足取りが掴めない時は、初江と2人でタクシーを使って六本木などを捜し回る。夫の一樹と同様に、初江の裕美に対する無理解に感情が爆発し、ユミが小沢家に侵入した際にも未だに自らの罪を認めない初江に対し遂に「掃除も家事もあなたがやって下さい」と見放すほどになる。
小沢 初江（おざわ はつえ）
演 - 初井言榮
裕美の祖母。小沢家の事実上の当主的存在で、全ての権限は初江に握られており、初江の発言は絶対であり誰も逆らえない。いつも袴を着用している。合気道などの古武道を嗜み、裕美が3歳の頃から直接指導してきた。裕美自身のためと言いながらも、家名と世間体しか頭に無い冷酷な性格の持ち主。裕美には将来一流の女性になることを期待して幼少期から冷たい態度で臨み、裕美が言いつけを少しでも守れないことがあると仏間で正座をさせて、ビンタやものさしで体を叩く折檻を行う。裕美の門限は21時又は21時半で帰宅時の挨拶や、午前2時に自身がトイレに立つついでに彼女の部屋を見回るのが日課である。由紀子を激しく嫌悪するあまり、折檻の際にもたびたび由紀子への憎しみの言葉を裕美に浴びせることもある。また、かつて由紀子と交際していた河本を親の仇のように憎悪し、「小沢家の財産目当ての野良犬」と悪罵している。夫は生前大物貿易商だったため、現在も小沢家は裕福な暮らしをしている。裕福で世間体ばかりを気にするあまり、裕美の所持金が少なくなると「緊急事態が起きた時に恥をかかないように」と裕美の財布に一万円札を入れる事もあった。また、裕美とユミが同一人物である事を認識してもなお、一貫してその原因が自身にではなく、母親の由紀子の亡霊の仕業であると信じ切って認めず現実逃避していた。第17話で末期の肺がんで倒れ、瀕死の病床にユミが現れ海外逃亡の費用を無心されかけ、初江はユミを目の当たりにし一緒に死のうと懇願したが、堤が静止に部屋に入ってきたため事なきを得た。堤はその場で「今の貴女にしかできない教育を施して欲しい」と依頼。初江は現実を受け入れその依頼に応え、翌日の朝に瀕死の体をおして小沢家に帰宅。既に帰宅していた裕美に、母親の由紀子の真相を全て話し謝罪した瞬間に喀血、直後にもがき苦しみながら、死ぬことでユミが犯した罪を償おうとしていた裕美の面前で壮絶な死を遂げる。それは堤の「死というものの壮絶さ・醜さを教えて欲しい」という依頼に全身全霊を賭けて応えたものだった。

#### その他
杏子（きょうこ）
演 - 中村晃子
野獣会初代会長で、現在は六本木のバー「トランク」のママで、接客をしながら時々店内のピアノで客に曲を聴かせる。河本とは野獣会結成当初からの知り合い。由紀子のことも知っており、初めて裕美を見た時、由紀子と見間違えている。 達郎とは、甥・叔母のように親しくしており家出中の彼をいつも気にかけている。ある日達郎が連れてきたユミと出会うが、不良時代の勘からか彼女から言い知れぬ怖さを感じ取り、彼に付き合いを辞めるよう助言するなどその後も注意深く二人を見守る。
高木（たかぎ）
演 - 河原さぶ
家出した達郎が住み込みで勤めている小さな自動車修理工場の社長。達郎が工場にあるトルエンをこっそり持ち出してシンナー遊びをする若者に売って金儲けをしていることを知っており、「若い娘を紹介しろ」と揶揄う。
阿部 美和（あべ みわ）
演 - 黒木優美
純子の姉。ファッションデザイナーとして原宿にオフィスを構えている。ある日純子から誘われた裕美が店に遊びに訪れ、自身の服の制作を手伝う。
堤 七七子（つつみ ななこ）
演 - 小林かおり（第4・5話）
邦彦の亡き妻。邦彦の大学の後輩で、栗田とは大学の同期生。大学2年生の頃から邦彦と交際を始め、後日彼から「（10m以上ある）煙突の梯子の天辺にハンカチをくくりつけることが出来たら結婚して下さい」とプロポーズを受け、その挑戦の成功を見届けて結婚。しかしその後かつて他校で暴力教師だった頃の邦彦の教え子からの報復によって刺殺されてしまった。故人であるため、劇中では回想の形で登場。
屋台の親父
演 - 坂口芳貞（第15話）
ラーメン屋台の店主。鑑別所を脱走した涼子が野獣会の仲間2人と偶然ラーメンを食べに訪れる。
ラーメン屋台店主の妻
演 - 梅沢昌代（第15話）
元野獣会メンバーで杏子の仲間。夫と二人でラーメン屋台を営んでいる。涼子が鑑別所を脱走した際、屋台を訪れたことを杏子に電話で連絡する。
水野（みずの）
演 - 中島久之（第17話）
東都警察病院精神科医師。裕美の担当医。裕美を診察後、心に闇を抱えていると診断し、この治療には由紀子の存在が鍵となっていることを小沢家や堤たちに伝える。

### スタッフ
- 原作 - 宮脇明子 （集英社「週刊セブンティーン」連載、集英社漫画文庫収録）
- 企画 - 春日千春（大映テレビ）、重村一（フジテレビ）
- プロデュース：柳田博美（大映テレビ）、千原博司（大映テレビ）、石川泰平（フジテレビ）、遠藤龍之介（フジテレビ）
- 脚本 - 江連卓（全話）
- 監督 - 土屋統吾郎、岡本弘、竹本弘一
- 音楽 - 菊池俊輔
- ナレーション - 来宮良子（本編）・小野田英一（予告編）
- 制作 - フジテレビ[6]、大映テレビ株式会社

### 主題歌
- 「今夜はANGEL」 歌：椎名恵 （TDKレコード）

作詞・作曲：Jim Steinman 日本語詞：椎名恵 補作詞：三浦徳子 編曲：戸塚修
（原曲はファイヤー・インク「今夜は青春 ―Tonight is What It Means to be Young―」）
カップリング曲の「CHANGE ME」（原曲はヒューバート・カー「Angel 07」）も挿入歌として使用された。

### 放送日程
| 各話                                                       | 放送日         | サブタイトル             | 監督       | 視聴率 |
| ---------------------------------------------------------- | -------------- | ------------------------ | ---------- | ------ |
| 第1話                                                      | 1985年12月4日  | 遅すぎた! 私が消える     | 土屋統吾郎 | 15.0%  |
| 第2話                                                      | 1985年12月11日 | 少女に何が起こったか?    | 土屋統吾郎 | 16.2%  |
| 第3話                                                      | 1985年12月18日 | 嵐呼ぶ悪の化身           | 岡本弘     | 17.2%  |
| 第4話                                                      | 1985年12月25日 | 昼は恋人、夜は敵         | 竹本弘一   | 13.4%  |
| 第5話                                                      | 1986年1月8日   | 慕い続けた人の名は…      | 土屋統吾郎 | 13.8%  |
| 第6話                                                      | 1986年1月15日  | 納戸の中の秘密           | 岡本弘     | 17.4%  |
| 第7話                                                      | 1986年1月22日  | あれが噂のBカップル      | 竹本弘一   | 15.1%  |
| 第8話                                                      | 1986年1月29日  | 悪魔が初めて恐怖する     | 土屋統吾郎 | 18.4%  |
| 第9話                                                      | 1986年2月5日   | 花嫁姿で笑う魔少女       | 岡本弘     | 15.3%  |
| 第10話                                                     | 1986年2月12日  | 少女が知った恐ろしい秘密 | 竹本弘一   | 17.3%  |
| 第11話                                                     | 1986年2月19日  | ダイヤの秘密             | 土屋統吾郎 | 18.7%  |
| 第12話                                                     | 1986年2月26日  | 今夜魔少女の復讐が始まる | 岡本弘     | 17.9%  |
| 第13話                                                     | 1986年3月5日   | 聖少女と魔少女の闘い     | 竹本弘一   | 19.0%  |
| 第14話                                                     | 1986年3月12日  | 変身はパトカーの中で     | 土屋統吾郎 | 16.3%  |
| 第15話                                                     | 1986年3月19日  | 悪魔の棲む館             | 岡本弘     | 18.2%  |
| 第16話                                                     | 1986年3月26日  | 私が勝ったと叫ぶ魔少女   | 竹本弘一   | 18.1%  |
| ―                                                          | 1986年4月2日   | 番外編（NG集）           | ―          |        |
| 第17話                                                     | 1986年4月9日   | 私の敵は祖母             | 岡本弘     | 14.9%  |
| 最終話                                                     | 1986年4月16日  | 輝ける合体               | 竹本弘一   | 15.1%  |
| 平均視聴率 16.5%（視聴率は関東地区・ビデオリサーチ社調べ） |                |                          |            |        |

### その他
- 当作品は、大映ドラマの常連でもあった伊藤かずえが原作を愛読しており、伊藤が「多重人格であるこの主人公を演じてみたい」とプロデューサーの春日千春に持ちかけたのが制作のきっかけである。多重人格というテーマに春日は興味を示したが、同年秋から放映された『ポニーテールはふり向かない』（TBS系）の主演を伊藤で考えていたため、「なかなか面白そうだから原作だけ預かっておくよ」ということになり、ドラマ化の際は当時伊藤のホリプロの後輩で新人の杉浦が起用された[7][8]。なお杉浦は、ホリプロの小田信吾からの推薦で決定した[9]。結局伊藤は当作品への出演は叶わず、それは今でも残念に思っているとのこと。
- しかし、いざクランクインして第1話のラッシュ試写を行った際に、杉浦の芝居についてフジテレビ側から「とても芝居になってない。こんなの放送出来ない」といった苦情が噴出。裕美の場合は純情で気弱なキャラクターであることから、台詞も動きも控えめなので演技の粗さはそれほど目立たないし目を瞑ってもいいと判断されたが、ユミに変わった後の演技については春日も頭を抱えるほどであった。撮り直しをする暇もなく、ユミのシーンのみ代役を立てようにもそのような役者が見つかる保証も無かったことから、苦肉の策としてユミの台詞については声優が付けられることになり、上記のようにユミの声（吹き替え）として野口早苗が起用された[9]。
- 鬼のような祖母を演じた初井言榮は、実際は役と正反対の優しい性格であるために折檻のシーンで杉浦を本気で叩くことが出来ず、代わりに監督が叩いていたという[10][11]。
- 前番組『スタア誕生』の後枠のドラマには一時、当時直前まで『スケバン刑事』の主演を務めていた斉藤由貴を主演とする形で話を進めていたことがあった（この一報があった時には、後番組が『ヤヌスの鏡』とはまだ明言されていなかった）が、結局この話は無くなって方向転換となった[12][13]。

| フジテレビ系 水曜20時台 | フジテレビ系 水曜20時台 | フジテレビ系 水曜20時台 |
| 前番組                  | 番組名                  | 次番組                  |
| ----------------------- | ----------------------- | ----------------------- |
| スタア誕生              | ヤヌスの鏡              | 花嫁衣裳は誰が着る      |

## 連続ドラマ（2019年版）
2019年8月16日から10月4日まで、桜井日奈子の主演でドラマ化された。全8話がFODで配信され、2019年10月22日から12月10日までフジテレビの「ブレイクマンデー24」枠で地上波放送された。2021年6月3日からは桜井の地元局・岡山放送でも放送された。
1985年版で主演を務めた杉浦幸が本作ではナレーションを担当している。

### キャスト
- 小沢裕美（ヒロミ / ユミ） - 桜井日奈子
- 進東健一 - 白洲迅[16]
- 小沢貴子 - 国生さゆり[16]
- 堤達也 - 塩野瑛久[16]
- 東涼子 - 仁村紗和[16]
- 阿部純 - 森マリア[16]
- 甲本一成 - 萩原聖人[16]

### スタッフ
- 原作 - 宮脇明子『ヤヌスの鏡』（集英社文庫＜コミック版＞）
- 脚本 - 阿相クミコ、青木江梨花
- 音楽 - 手島いさむ（Line Drive Record）
- 主題歌 - 桜井日奈子『花と毒薬』[17]
- ナレーション - 杉浦幸[18]
- 撮影 - 木下雄介
- 編集 - 田邉真弓
- 企画・プロデュース - 清水一幸
- プロデューサー - 郷田悠（FCC）
- 演出 - 水田成英（FCC）、佐藤さやか、おおはたしんじ
- 制作著作 - フジテレビジョン

### 配信・放送日程
| 各話   | 配信日        | 放送日         | サブタイトル                | 脚本       | 演出           |
| ------ | ------------- | -------------- | --------------------------- | ---------- | -------------- |
| 第1話  | 2019年8月16日 | 2019年10月22日 | おばあ様、ごめんなさい…!    | 阿相クミコ | 水田成英       |
| 第2話  | 8月23日       | 10月29日       | 私、どうしちゃったんだろう? | 阿相クミコ | 水田成英       |
| 第3話  | 8月30日       | 11月05日       | 誰っ!?誰なの!?              | 阿相クミコ | 佐藤さやか     |
| 第4話  | 9月06日       | 11月12日       | 私、何も覚えてないの…!      | 阿相クミコ | おおはたしんじ |
| 第5話  | 9月13日       | 11月19日       | あの人が…私のお父さん?      | 青木江梨花 | 佐藤さやか     |
| 第6話  | 9月20日       | 11月26日       | あの男に復讐するんだ!       | 青木江梨花 | 佐藤さやか     |
| 第7話  | 9月27日       | 12月03日       | ユミ、もうやめて…!          | 阿相クミコ | おおはたしんじ |
| 最終話 | 10月04日      | 12月10日       | ばあさん、死んでくんない?   | 阿相クミコ | 佐藤さやか     |

### 放送局
| 放送期間                       | 放送時間                     | 放送局     | 対象地域   | 備考                  |
| ------------------------------ | ---------------------------- | ---------- | ---------- | --------------------- |
| 2019年10月22日 - 12月10日      | 火曜 0:55 - 1:25（月曜深夜） | フジテレビ | 関東広域圏 | 製作局                |
| 2019年11月29日 - 2020年1月17日 | 金曜 1:25 - 1:55（木曜深夜） | 関西テレビ | 近畿広域圏 | 第6・7話は2話連続放送 |
| 2020年5月14日 - 7月2日         | 木曜 1:10 - 1:38（水曜深夜） | 石川テレビ | 石川県     |                       |

## DVD/書籍
- ヤヌスの鏡 （1） （コミック版） ISBN 978-4086171489
- ヤヌスの鏡 （2） （コミック版） ISBN 978-4086171496
- ヤヌスの鏡 （3） （コミック版） ISBN 978-4086171502
- ヤヌスの鏡 メタモルフォセス （コミック版） ISBN 978-4088655475
- ヤヌスの鏡 前編 （DVD） ASIN B0002IJPFQ
- ヤヌスの鏡 後編 （DVD） ASIN B0002IJPG0